# Okręg Küssnacht
Küssnacht (niem. Bezirk Küssnacht) – okręg w Szwajcarii, w kantonie Schwyz.  
Okręg składa się z jednej gminy (Gemeinde) o powierzchni 29,39 km² i o liczbie mieszkańców 13 809.

## Gminy
1. Küssnacht